# Andreas Christian Odebrecht (Richter)
Andreas Christian Odebrecht (* 1. August 1756; † 26. Januar 1831 in Greifswald) war ein deutscher Jurist, zuletzt Oberappellationsrat in Greifswald.
Andreas (IV.) Christian Odebrecht war ein Sohn des Andreas (III.) Christian Odebrecht (1716–1791) und der Marie Elisabeth Wilde, Tochter des Bürgermeisters Friedrich Detlof Wilde. Er wurde 1792 Assessor am Hofgericht Greifswald und 1808 am Oberappellationsgericht Greifswald.
Andreas Christian Odebrecht war mit seiner Cousine Sophia Liboria Lasius († 1835) verheiratet. Die Ehe blieb ohne Erben. Aus beider Vermögen richtete Odebrecht eine Stiftung ein, die er durch den Greifswalder Magistrat betreuen ließ. Die Erträge sollten bedürftigen Witwen und unverheirateten Frauen aus der Nachkommenschaft seines Großvaters Andreas (II.) Odebrecht zukommen.